# Caraiman
Caraiman er en bjergtop på 2.384[kilde mangler] m i de Transsylvanske Alper. 
På toppen ligger Heltenes Kors, der blev opført 1926-28 på foranledning af dronning Marie af Rumænien. Materialerne til korset blev transporteret til byggepladsen med henholdsvis kabelbane og oksekærrer. Monumentet er 29,5 m højt og 14 m bredt. Korset oplyses om natten med 300 500 W pærer.
45°24′22″N 25°29′52″Ø / 45.4062°N 25.4977°Ø